# Hordiwci
Hordiwci (ukr. Гордівці) – wieś na Ukrainie, w obwodzie czerniowieckim, w rejonie dniestrzańskim, nad Dniestrem. W 2001 roku liczyła 450 mieszkańców.